# Origny-en-Thiérache
Origny-en-Thiérache – miejscowość i gmina we Francji, w regionie Hauts-de-France, w departamencie Aisne.
Według danych na styczeń 2014 roku gminę zamieszkiwały 1584 osoby, a gęstość zaludnienia wynosiła 96,1 osób/km².